# Tân Tiến, Gia Lộc
Tân Tiến là một xã thuộc huyện Gia Lộc, tỉnh Hải Dương, Việt Nam.
Xã Tân Tiến có diện tích 2.7 km², dân số năm 1999 là 3603 người, mật độ dân số đạt 1334 người/km².